# الدهون المشبعة وأمراض القلب والأوعية الدموية
تتفق معظم الهيئات الطبية والعلمية والحكومة والمهنية على أن الدهون المشبعة عامل خطر كبير لأمراض القلب والأوعية الدموية، بما في ذلك منظمة الصحة العالمية  ومجلس الغذاء والتغذية التابع للأكاديمية الوطنية للطب وجمعية الحميات الأمريكية   وأخصائيي الحميات في كندا،  وجمعية الحميات البريطانية  وجمعية القلب الأمريكية [5] ومؤسسة القلب البريطانية  مؤسسة القلب والسكتة الدماغية في كندا  والاتحاد العالمي للقلب  والخدمة الصحية الوطنية البريطانية  وإدارة الغذاء والدواء بالولايات المتحدة والهيئة الأوروبية لسلامة الأغذية. توصي جميع هذه المنظمات بتقييد استهلاك الدهون المشبعة لتقليل هذا الخطر.
ومع ذلك، فقد قدمت بعض التحليلات التلوية للتجارب السريرية والدراسات أدلة ضد التوصية بتقليل تناول الدهون المشبعة،  بما في ذلك نقد واحد من قبل العلماء  وواحد من قبل جمعية تجارية.

## تاريخ

### الكولسترول وأمراض القلب والأوعية الدموية
تنسب العلاقة الأولية بين تصلب الشرايين والكوليسترول الغذائي إلى أخصائي علم الأمراض الروسي نيكولاي أنيتشكوف قبل الحرب العالمية الأولى. لاحظ الطبيب الهولندي كورنيليس دي لانغن العلاقة بين الكوليسترول الغذائي وحالات الحصاة المرارية في الشعب الجاوي في عام 1916. أوضح دي لانغن أن النظام الغذائي الجاوي التقليدي الذي يحتوي على نسبة منخفضة من الكوليسترول والدهون الأخرى يرتبط بانخفاض مستوى الكوليسترول في الدم وانخفاض معدل الإصابة بأمراض القلب والأوعية الدموية، في حين أن انتشار الأمراض القلبية الوعائية في الأوروبيين الذين يعيشون في جافا على نظام غذائي غربي كان أعلى. ولأن دي لانجين نشر نتائجه باللغة الهولندية فقط، ظل عمله غير معروف لمعظم الأوساط العلمية الدولية حتى الأربعينيات والخمسينيات.

### الدهون المشبعة وأمراض القلب والأوعية الدموية
اكتسبت الفرضية القائلة بأن الدهون المشبعة لها تأثير ضار على صحة الإنسان مكانة بارزة في الخمسينيات من القرن العشرين نتيجة لعمل أنسل كيز عالم التغذية الأمريكي. في ذلك الوقت في الولايات المتحدة الأمريكية، كان معدل الإصابة بأمراض القلب يتزايد بسرعة لأسباب غير واضحة. افترضت الفرضية وجود علاقة بين مستويات الكوليسترول وأمراض القلب والأوعية الدموية، وبدأت دراسة لرجال الأعمال في مينيسوتا (أول دراسة مستقبلية لأمراض القلب).
قدم كيز فرضيته الخاصة بأمراض القلب الشحمية في اجتماع خبراء عقدته منظمة الصحة العالمية عام 1955 في جنيف. رداً على الانتقادات في المؤتمر، انطلق لإجراء دراسة الدول السبع التي استمرت سنوات. انضم أنكل كيز إلى لجنة التغذية التابعة لجمعية القلب الأمريكية وأعلن عن فكرته بنجاح في عام 1961، ونتيجة لذلك أصبحت لجنة التغذية التابعة لجمعية القلب الأمريكية أول مجموعة في أي مكان في العالم تنصح بتقليص نسبة الدهون المشبعة (والكوليسترول الغذائي) للوقاية من أمراض القلب. تم الإبلاغ عن هذه التوصية التاريخية على غلاف مجلة تايم في نفس العام.

## الروابط الخارجية
Diet, Nutrition and the prevention of chronic diseases, by a Joint منظمة الصحة العالمية/منظمة الأغذية والزراعة Expert consultation (2003)